# American Conquest
American Conquest – strategiczna gra czasu rzeczywistego zaprojektowana i stworzona w wyniku współpracy niemieckiej CDV i ukraińskiej GSC Game World. Przedsiębiorstwa te stworzyły wcześniej grę Kozacy: Europejskie boje. Akcja American Conquest jest osadzona między XV a końcem XVIII wieku a więc obejmuje okres od początku podboju Nowego Świata aż do powstania Stanów Zjednoczonych. Istnieje także samodzielny dodatek do gry pod nazwą American Conquest: Odwet oraz złota edycja gry, która składa się z obu elementów. Ostatnim elementem cyklu jest American Conquest: Północ-Południe.

## Rozgrywka
Podstawy rozgrywki i rozwoju gospodarki w American Conquest są takie same jak w przypadku poprzedniej gry GSC Game World, Kozacy: Europejskie boje z niewielkimi poprawkami i zmianami. Tak jak w Kozakach, American Conquest pozwala zbudować osadę-bazę, z której gracz kieruje działaniami ekonomicznymi i gospodarczymi prowadzącymi do jego ostatecznego zwycięstwa w danej rozgrywce.
Choć strategia wojskowa w skutecznej rozgrywce nacjami europejskimi i amerykańskimi tubylcami jest zdecydowanie różna, podstawy są nadal takie same. Schemat standardowych czynności składa się z budowania schronienia dla chłopów i gromadzenia przy ich użyciu surowców takich jak żywność i drewno oraz złoto, kamień, żelazo i węgiel z kopalń, które gracz może budować tylko w wyznaczonych miejscach. Drewno i kamienie służą przede wszystkim do budowy nowych budynków, podczas gdy pozostałe surowce potrzebne są głównie do powoływania i utrzymywania jednostek. Żywność może być pozyskiwana poprzez uprawę zbóż oraz polowanie na zwierzęta przy użyciu specjalnych jednostek, takich jak traper (zrezygnowano z możliwości połowu ryb u nacji europejskich i większości Indian). Drewno pochodzi z wycinki lasu. Z każdym zbudowanym budynkiem, odlanym działem czy powołanym żołnierzem rośnie koszt stworzenia następnych takich samych obiektów czy jednostek, często we wprost astronomiczny sposób. Chłopi są tworzeni w domach, a nie jak dotąd w ratuszu (który pełni rolę miejsca przeprowadzania wielokierunkowych ulepszeń).
American Conquest różni się od Kozaków także sposobem powoływania jednostek wojskowych. Chłopi są niezbędni do szkolenia żołnierzy, co w praktyce oznacza, że jeśli żaden chłop nie zostanie wysłany do fortu, fortecy lub stajni żadna nowa jednostka nie zostanie utworzona. Ulepszenia związane z bezpośrednim zwiększeniem parametrów bojowych nadal są związane z tymi budynkami, a z kolei nowe technologie odkrywane w kuźni służą do zwiększania szybkości powoływania jednostek. Forty i fortece są także kluczowymi punktami obrony każdej bazy. Skoszarowani w nich żołnierze otworzą ogień do wrogich jednostek lub dzikich zwierząt, jeśli tylko znajdą się w zasięgu strzału.
Także pozostałe budynki, nie związane nawet w najmniejszym stopniu z wojskowością, mogą zostać obsadzone chłopami lub regularną armią i pełnić funkcje punktów obrony. W przeciwieństwie do "Kozaków" przeciwnik może zająć każdy budynek po wysłaniu do ich wnętrza własne wojska i pokonaniu jego obrońców w niewidocznej walce wręcz. Możliwe jest także ostrzelanie garnizonu z broni palnej lub wymiana ognia między dwoma garnizonami. Kierując nacjami europejskimi gracz może także budować blokhauzy, pełniące role silnych budynków fortyfikacyjnych. Także niektórzy z Indian mogą stawiać podobne fortyfikacje i choć ostrzał prowadzony jest z łuków, to niczym nie ustępuje on w skuteczności broni palnej. Cechą charakterystyczną rozgrywek sieciowych jest walka o każdy próg, gdyż nawet zwykła chatka może okazać się poważnym punktem oporu, skutecznie osłaniającym swoich obrońców i dziesiątkującym przeciwnika.
Kolejnym zupełnie nowym elementem American Conquest jest morale. Jednostki wojskowe nie ustawione w formacje, pozbawione odpowiedniego przeszkolenia i dziesiątkowane w walce mają tendencje do samoczynnego zbijania się w koło i podejmowania obrony. Jeśli morale spadnie poniżej określonego poziomu, gracz traci kontrolę nad danym żołnierzem, który zacznie uciekać z pola bitwy i krzyczeć z przerażenia dopóki nie uspokoi się, dotrze do najbliższej fortyfikacji lub nie zostanie zabity. Istnieje wiele czynników wpływających na morale jednostek, łącznie z ich naturalnym strachem (przykładowo europejscy pikinierzy boją się niesamowicie szarży kawalerii, większość Indian nieznanej im broni palnej, a w przypadku cywilizacji Mezoameryki można mówić właściwie o strachu przed wszystkim, co europejskie). Obecność oficerów, chorążych i doboszy, tworzenie formacji i przeprowadzanie ulepszeń pod kątem obrony jednostek ma korzystny wpływ na morale żołnierzy. Tworzenie formacji kawaleryjskich wymaga również obecności konnego oficera i chorążego, choć ten ostatni nie jest niezbędny. Generalnie można uznać, że im jednostka jest bardziej zaawansowana technologicznie, tym jej naturalna tendencja do wpadania w panikę jest mniejsza.
Mechanika broni palnej uległa znacznemu urealnieniu względem tej z Kozaków. Ukształtowanie terenu, drzewa czy inne jednostki sprawiają, że pocisk może nie trafić (Kozacy posiadali jako jedyną przeszkodę budynki i pagórki). Również typ jednostki ma istotne znaczenie jeśli chodzi o celność – arkebuzer uzbrojony w prymitywny arkebuz przydaje się właściwie wyłącznie przeciwko zwartemu tłumowi jednostek, kiedy pocisk na pewno w którąś trafi, podczas gdy pojedynczy fizylier jest w stanie działać niczym strzelec wyborowy, skutecznie likwidując wskazanych oficerów, chorążych i doboszy. Poprawiona animacja jednostek sprawia również, że przemarsz strzelców jest relatywnie długi – muszą oni zabezpieczyć broń, założyć ją na ramie, poprawić i ruszyć, a przy zatrzymaniu zdjąć swoją broń z ramienia, rozstawić, odbezpieczyć i dopiero oddać strzał. W przypadku muszkieterów jest to operacja niezwykle karkołomna – poza samym muszkietem ich animacja zawiera także forkiet. Podobnie sytuacja wygląda z kawalerią uzbrojoną w broń palną – animacja prezentuje cały proces oddania strzału od początku do końca, łącznie z odpowiednim ustawieniem konia. Zwykłe zarośla, przez które jednostki mogą bez większych problemów przejść, są niejednokrotnie barierą nie do przejścia dla pocisków. Niezbędne jest zatem karczowanie obszarów przed fortyfikacjami – inaczej są one łatwym celem dla atakujących. Armaty również posiadają poprawioną mechanikę. Jeśli strzelają do oddalonych oddziałów, to lecąca kula przeleci przez szereg aż do wskazanego celu, zabijając wyłącznie niektóre cele na swojej drodze (a nie wybuchnie, zadając tym samym znacznie większe obrażenia, jak miało to miejsce w "Kozakach"). Z drugiej strony moc kartaczy jest na tyle silna, że dobrze rozstawiona armata jedną salwą jest w stanie powstrzymać kilka oddziałów wrogiego wojska – tak zadanymi obrażeniami, jak i paniką wywołaną przez ogromne straty.
Kampania podąża śladami podbojów Ameryki dokonanego przez największe potęgi europejskie, a więc Hiszpanię, Anglię i Francję. Istnieją także kontr-kampanie, prowadzone z punktu widzenia tubylczej ludności, która broni się przed najeźdźcami.